# 革叶算盘子
革叶算盘子（学名：Glochidion daltonii）为大戟科算盘子属下的一个种。

## 扩展阅读
維基物種上的相關：革叶算盘子